# Prema Ishq Kaadhal

Prema Ishq Kaadhal est un film télougou de 2013 du type comédie romantique réalisé par Pavan Sadineni. Le film a été produit par Bekkam Venugopal de Lucky Media. La direction de la photographie a été réalisés par Karthik Gattamneni, qui est célèbre pour la réalisation et la direction de courts métrages du studio Pondfreaks Entertainment. Les acteurs Harshavardhan, Vishnu et Harish, trois filles, Vithika Sheru, Srimukhi et Ritu Varma, jouent trois couples amoureux.

## Fiche technique
- Réalisation : Pavan sadineni
- Scénario & Dialogue : Pavan Sadineni and Krishna Chaitanya
- Photographie : Karthik Gattamneni
- Monteur : Goutham Raj Nerusu
- Musique : Shravan
- Direction artistique : Mohan
- Paroles (chansons) : Krishna Chaitanya
- Producteur délégué : Ramesh
- Directeur adjoint : Satish varma
- Assistant Directeur : Vamsha vardhan

## Distribution
- Harshvardhan Rane : Randhir (Randy)
- Sree Vishnu : Royal Raju
- Harish Varma : Arjun
- Vithika Sheru : Sarayu
- Ritu Varma : Sameera
- Sree Mukhi : Shanti
- Edward Stevenson Pereji

### Production
Le directeur et le réalisateur étaient enthousiaste face au développement de la narration et de la création cinématographique durant la période de pré-production du film, soit de janvier 2012 jusqu'à mars 2013. Pendant ce temps, le réalisateur Pavan Sadineni réalisait également le court métrage Bewars, dans lequel Karthik Gattamneni était le directeur de la photographie et Vishnu Vardhan jouait le protagoniste. Vardhan était engagé pour un rôle dans Prema Ishq Kaadhal et Harshvadhan était recruté pour jouer un rock star dans le film. Vithika Sheru, qui est en duo avec le même a également été la styliste du film, pendant que Rane a travaillé : chorégraphe pour la composition musicale culminante.

### Tournage
Le tournage du film commence le 9 avril 2013. Les scènes principale ont été tournées dans le décor d'un café spécialement construit pour ce film à Nanakramguda. Le filmage devait originellement se terminer en mai 2013.
Le directeur avait planifié de sélectionner 100 étudiants urbain et noter leur réactions et suggestion au film et ensuite procédé avec les changements suggérés. Le tournage a duré en 50 jours.

## Bande sonore
La bande sonore qui est composée de six morceaux a été mise en vente le 24 octobre 2013.